# Peñarrubia (Philippines)
Peñarrubia est une municipalité située dans la province d'Abra, aux Philippines.